# Fuchs-Segge

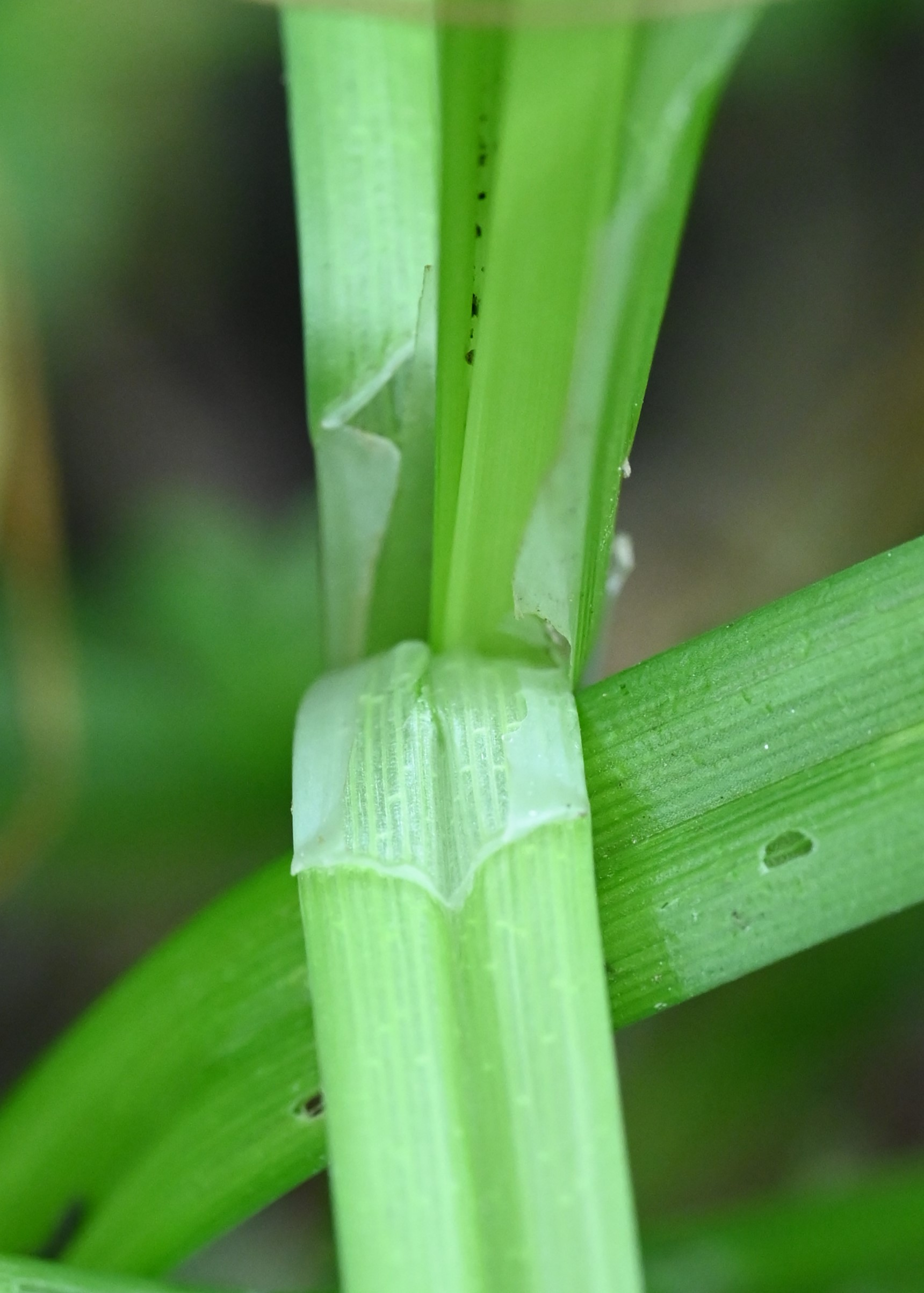
Blatthäutchen

Die Fuchs-Segge (Carex vulpina) ist eine Pflanzenart aus der Gattung der Seggen (Carex) innerhalb der Familie der Sauergrasgewächse (Cyperaceae). Sie ist in Eurasien verbreitet.

## Beschreibung

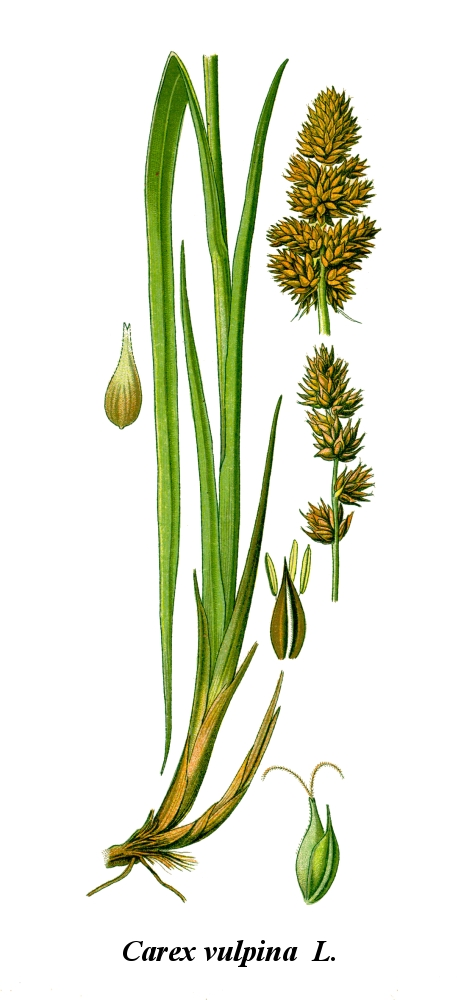
Illustration

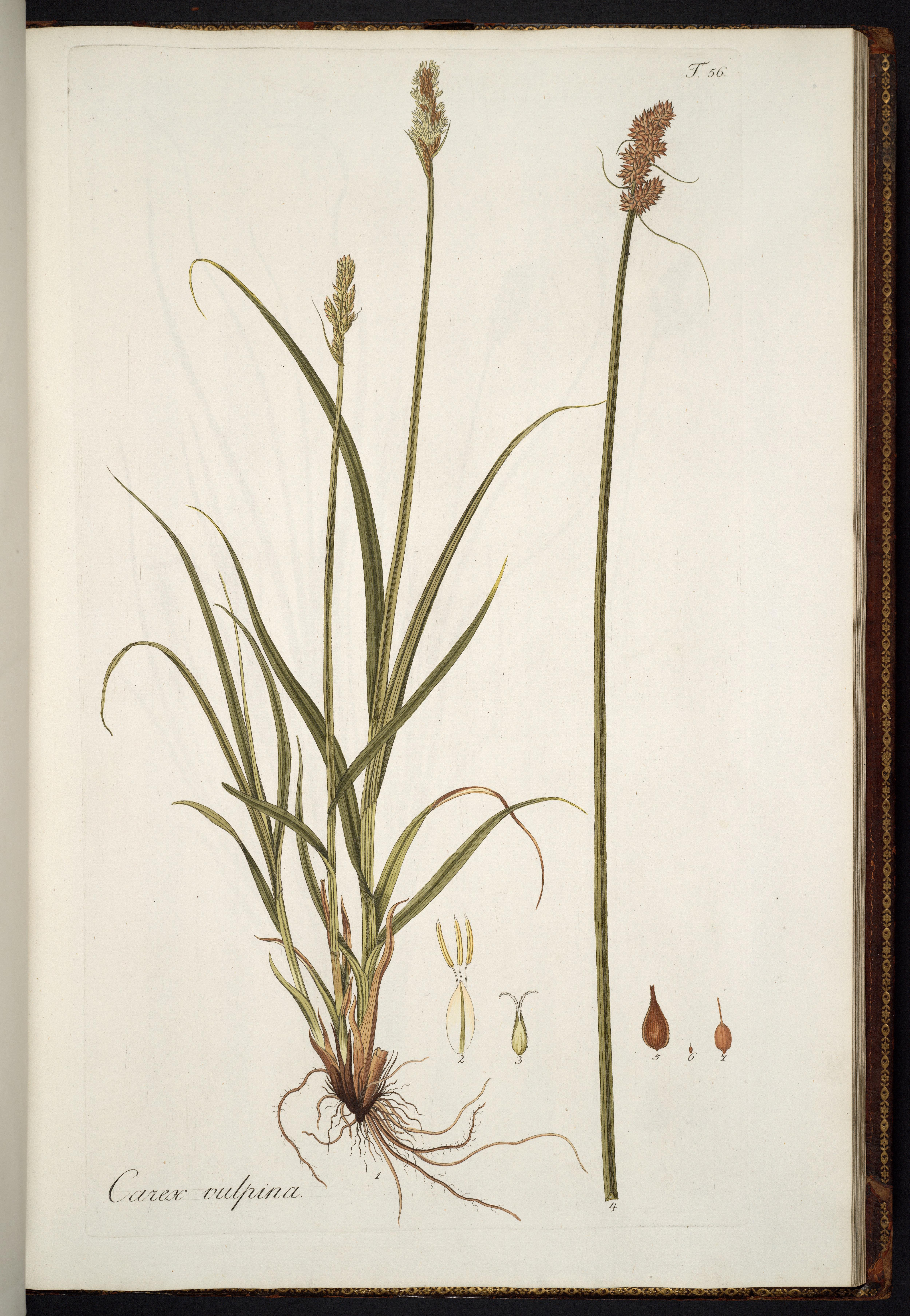
Illustration

### Vegetative Merkmale
Die Fuchs-Segge wächst als sommergrüne, ausdauernde krautige Pflanze und erreicht Wuchshöhen von 30 bis 100 Zentimetern. Sie bildet dichte Rasen. Ihr „Wurzelstock“ ist sehr kräftig. Die Stängel sind am Grund mit dunkel- bis schwarz-braunen Fasern, den Resten der Blattscheiden bedeckt. Die Stängel sind kräftig, steif aufrecht, scharf dreikantig und bis zu 7 Millimeter dick. Die Laubblätter sind einfach, gras-grün, auch im trockenen Zustand, bis zu 8 Millimeter breit, an den Rändern und auf dem auf der Unterseite als Mittelnerv hervortretendem Kiel stark rau. Das Blatthäutchen ist dreieckig und meist halb so lang wie breit.

### Generative Merkmale
Die Blütezeit reicht von Mai bis Juni. Die Fuchs-Segge ist eine Gleichährige Segge. Ihr Blütenstand ist ährenartig oder am Grund etwas rispig, pyramidenförmig, 3 bis 6, selten bis 10 Zentimeter lang, ist dunkel-braun und enthält meist fünf bis acht, selten bis zu zehn Ährchen. Die Ährchen sind am Grund weiblich und im oberen Bereich männlich. Die Hüllblätter der Ährchen sind sehr kurz, steif und borstenförmig; sie sind meist zwischen den Ährchen verborgen, sie haben deutliche dunkelbraune Öhrchen; nur das unterste ist manchmal so lang oder länger als das Ährchen.
Die Ährchen sind eiförmig und enthalten viele Blüten. Die Spelzen sind bei einer Länge von etwa 3 Millimetern eiförmig und laufen in eine dostenförmige, etwa 1 Millimeter lange Stachelspitze aus; sie sind rot- bis dunkel-braun und haben einen grünen Kiel. Weibliche Blüten haben zwei Narben. Die Schläuche sind bei einer Länge von 4 bis 4,5 Millimetern sowie einer Breite von etwa 2 Millimetern länglich bis schmal-eiförmig; sie ragen aus den Spelzen heraus und sind in den zweizähnigen Schnabel verschmälert; sie sind plankonvex, fast flügelig berandet und oberwärts an den Rändern dicht und scharf gezähnt, sie sind braun und haben außen sechs bis sieben deutliche Nerven.
Die hell-braune Frucht ist bei einer Länge von etwa 2 Millimetern sowie einer Breite von etwa 2,5 Millimetern linsenförmig.
Die Chromosomenzahl beträgt 2n = 68.

## Unterscheidung ähnlicher Arten
Die Fuchs-Segge unterscheidet sich von der ähnlichen Falschen Fuchs-Segge (Carex otrubae) vor allem durch den geflügelten Stängel und dem Schnabel der rostbraun gefärbten Schläuche, der auf der gewölbten Seite deutlich tiefer eingeschnitten ist als auf der flachen Seite. Weitere charakteristische Merkmale sind die flachwinkeligen Blatthäutchen; die Blattscheiden, die breite, schwarzbraune Nerven aufweisen und die kurzen Tragblätter des Blütenstandes, die am Grund braune Öhrchen besitzen.

## Ökologie
Bei der Fuchs-Segge handelt es sich um einen helomorphen, skleromorphen Hemikryptophyten. Die Fuchs-Segge wurzelt über 100 Zentimeter tief. Sie zeigt Wechselnässe an.
Die Bestäubung erfolgt durch den Wind. Die Ausbreitung der Diasporen erfolgt durch den Wind, Klettausbreitung oder Selbstausbreitung.

## Vorkommen und Gefährdung
Die Fuchs-Segge ist in Eurasien verbreitet, sie kommt von Europa bis Xinjiang vor. In Europa kommt sie in fast allen Ländern vor und fehlt nur in Portugal, Spanien, Irland, Island, Nordmazedonien und im europäischen Teil der Türkei. In Mitteleuropa kommt sie zerstreut vor, und sie bildet da und dort kleinere Bestände.
Sie hat ihr Hauptvorkommen am Rande nährstoffreicher Gewässer und besiedelt außerdem Ufer, Gräben Nasswiesen, Feuchtwiesen, Röhrichte und Großseggenriede. Die Fuchs-Segge ist die Kennart der Pflanzengesellschaft (Assoziation) des Fuchseggen-Riedes (Caricetum vulpinae).
Die Fuchs-Segge besiedelt basenreiche, aber nicht unbedingt kalkhaltige, feuchte oder gar nasse Böden. Sie meidet Vollschatten. Sie steigt im Gebirge bis in Höhenlagen von etwa 1000 Metern, erreicht aber im Kanton Wallis 1600 Meter.
Die ökologischen Zeigerwerte nach Landolt et al. 2010 sind in der Schweiz: Feuchtezahl F = 4+w+ (nass aber stark wechselnd), Lichtzahl L = 3 (halbschattig), Reaktionszahl R = 4 (neutral bis basisch), Temperaturzahl T = 3+ (unter-montan bis ober-kollin), Nährstoffzahl N = 3 (mäßig nährstoffarm bis mäßig nährstoffreich), Kontinentalitätszahl K = 4 (subkontinental).
Die Fuchs-Segge wurde in der Roten Liste der gefährdeten Pflanzenart Deutschlands 1996 als „gefährdet“ eingestuft, ist aber in der Roten Liste nach Metzing et al. 2018 als V = Vorwarnliste bewertet, also gibt es eine Verbesserung. In der Schweiz gilt die Fuchs-Segge als „stark gefährdet“.

## Taxonomie
Die Erstveröffentlichung von Carex vulpina erfolgte durch Carl von Linné in Species Plantarum, Band II, Seite 973. Das Artepitheton vulpina leitet sich vom Wort vulpes für „Fuchs“ ab und bezieht sich auf die Farbe des Blütenstands.